# Космический полёт в фантастике
Космический полёт (космическое путешествие) — одна из классических тем научной фантастики.

## Космические путешествия в дофантастической литературе
Так путешествие на Луну становится темой таких предшествовавших научной фантастике произведений, как «Иной свет» Сирано де Бержерака, или «Человек на Луне» Фрэнсиса Годвина. В этих произведениях ещё не делается различия между идеями космического полёта и полёта в атмосфере.
Своего рода итогом ранней «лунной» литературы является новелла Эдгара По «Необыкновенное приключение некоего Ганса Пфааля» в котором повествование о путешествии на луну на воздушном шаре сопровождается комментарием, разъясняющим, почему такой рассказ не может быть ничем иным, кроме мистификации.
В современной фантастике идею межпланетного перелёта на воздушном шаре обыграл Боб Шоу в дилогии «Астронавты в лохмотьях». Чтобы сделать такое путешествие правдоподобным он описал двойную планету, имеющую общую атмосферу.

## В ранней научной фантастике
Уже средствами научной фантастики идею полёта на Луну продолжили Фёдор Мамонов «Дворянин-философ. Аллегория» 1769 год, «Новейшее путешествие» 1784 года Василия Левшина, Жюль Верн («Из пушки на Луну», 1865) и Герберт Уэллс («Первые люди на Луне», 1901).
В советской фантастике первооткрывателем темы становится Циолковский, чья повесть «Вне Земли» была впервые частично опубликована в 1918 году. Вершина советской космической фантастики 1920 годов — опубликованный в 1922-1923 годах роман «Аэлита» Алексея Толстого, хотя подобные сюжеты встречаются и у других авторов того времени, таких, как Виктор Гончаров (дилогия 1924 года «Психомашина» и «Межпланетный путешественник»), Александр Ярославский («Аргонавты вселенной», 1926), Валерий Язвицкий («Путешествие на Луну и Марс», 1928) и др. К теме межпланетных путешествий в рассказе 1926 года «Лунная бомба» обратился и Андрей Платонов.
На западе в 30-е годы XX века складывается жанр космической оперы, эксплуатирующий идею наступления в будущем, после того, как межзвёздные полёты станут доступными, космической эры. В произведениях, относящиеся к космической опере раннего периода, космос, как правило, служил лишь необычным антуражем, в который обычно переносили реалии, характерные для морских приключений.
На этом фоне выделяются такие относящиеся к твёрдой научной фантастике произведения, как «Ракетный корабль «Галилео»» Хайнлайна (1947 год) или «Прелюдия к космосу» Артура Кларка (1951 год). В 1960-х годах, когда полёты в космос становятся реальностью, происходит массовое обращение фантастов к более реалистичному описанию космических кораблей и полётов в космос.